# Characidium orientale
Characidium orientale és una espècie de peix de la família dels crenúquids i de l'ordre dels caraciformes.

## Morfologia
- Els mascles poden assolir 5,4 cm de llargària total.[5]

## Hàbitat
Viu en zones de clima subtropical.

## Distribució geogràfica
Es troba a Sud-amèrica: afluents occidentals de la conca de Laguna dos Patos i conques fluvials costaneres del sud del Brasil.